# Ústavní zákon o vytvoření vyšších územních samosprávných celků
Ústavní zákon o vytvoření vyšších územních samosprávných celků a o změně ústavního zákona České národní rady č. 1/1993 Sb., Ústava České republiky byl přijat Parlamentem České republiky dne 3. prosince 1997 a vyhlášen ve Sbírce zákonů pod číslem 347/1997 Sb. Tento ústavní zákon s účinností k 1. lednu 2000 vytvořil nové kraje jako vyšší územně samosprávné celky. Změnil článek 99 Ústavy České republiky a nazval vyšší územně samosprávné celky kraji, dále vypustil článek 103 Ústavy České republiky. 

## Předmět
Tento ústavní zákon vytvořil tyto kraje, stanovil jejich sídla a obvody:
1. Hlavní město Praha,
2. Středočeský kraj se sídlem v Praze,
3. Jihočeský kraj se sídlem v Českých Budějovicích,
4. Plzeňský kraj se sídlem v Plzni,
5. Ústecký kraj se sídlem v Ústí nad Labem,
6. Karlovarský kraj se sídlem v Karlových Varech,
7. Liberecký kraj se sídlem v Liberci,
8. Královéhradecký kraj se sídlem v Hradci Králové,
9. Pardubický kraj se sídlem v Pardubicích,
10. Kraj Vysočina se sídlem v Jihlavě,
11. Jihomoravský kraj se sídlem v Brně,
12. Olomoucký kraj se sídlem v Olomouci,
13. Moravskoslezský kraj se sídlem v Ostravě,
14. Zlínský kraj se sídlem ve Zlíně.

Ústavní zákon vymezil obvody krajů výčtem okresů a to ke dni jeho účinnosti. Hranice krajů lze měnit pouze zákonem.

## Změny ústavního zákona
Ústavní zákon byl později změněn ústavním zákonem č. 176/2001 Sb., který změnil s účinností ode dne vyhlášení (t. j. 31. května 2001) názvy čtyř krajů: Budějovického kraje na Jihočeský kraj, Jihlavský kraj na Vysočinu, Brněnský kraj na Jihomoravský kraj a Ostravský kraj na Moravskoslezský kraj.
Ústavní zákon č. 135/2011 Sb. změnil k 1. srpnu 2011 název kraje Vysočina na Kraj Vysočina.